# 五人組 (日本史)
五人組（ごにんぐみ）は、江戸時代に領主の命令により組織された隣保制度。武士の間にも軍事目的の五人組が作られたが、百姓・町人のものが一般的である。五人与（ぐみ）・五人組合などとも呼ばれた。

## 変遷
制度の起源は、古代律令制下の五保制（五保の制）といわれる。時代が流れ、1597年（慶長2年）豊臣秀吉が治安維持のため、下級武士に五人組・農民に五人組を組織させた。江戸幕府もキリシタン禁制や浪人取締りのために秀吉の制度を継承し、さらに一般的な統治の末端組織として運用した。
五人組制度は村では惣百姓、町では地主・家持を近隣ごとに五戸前後を一組として編成し、各組に組頭などと呼ばれる代表者を定めて名主・庄屋の統率下に組織化したものである。これは連帯責任・相互監察・相互扶助の単位であり、領主はこの組織を利用して治安維持・村（町）の中の争議の解決・年貢の確保・法令の伝達周知の徹底をはかった。また町村ごとに遵守する法令と組ごとの人別および各戸当主・村役人の連判を記した五人組帳という帳簿が作成された。

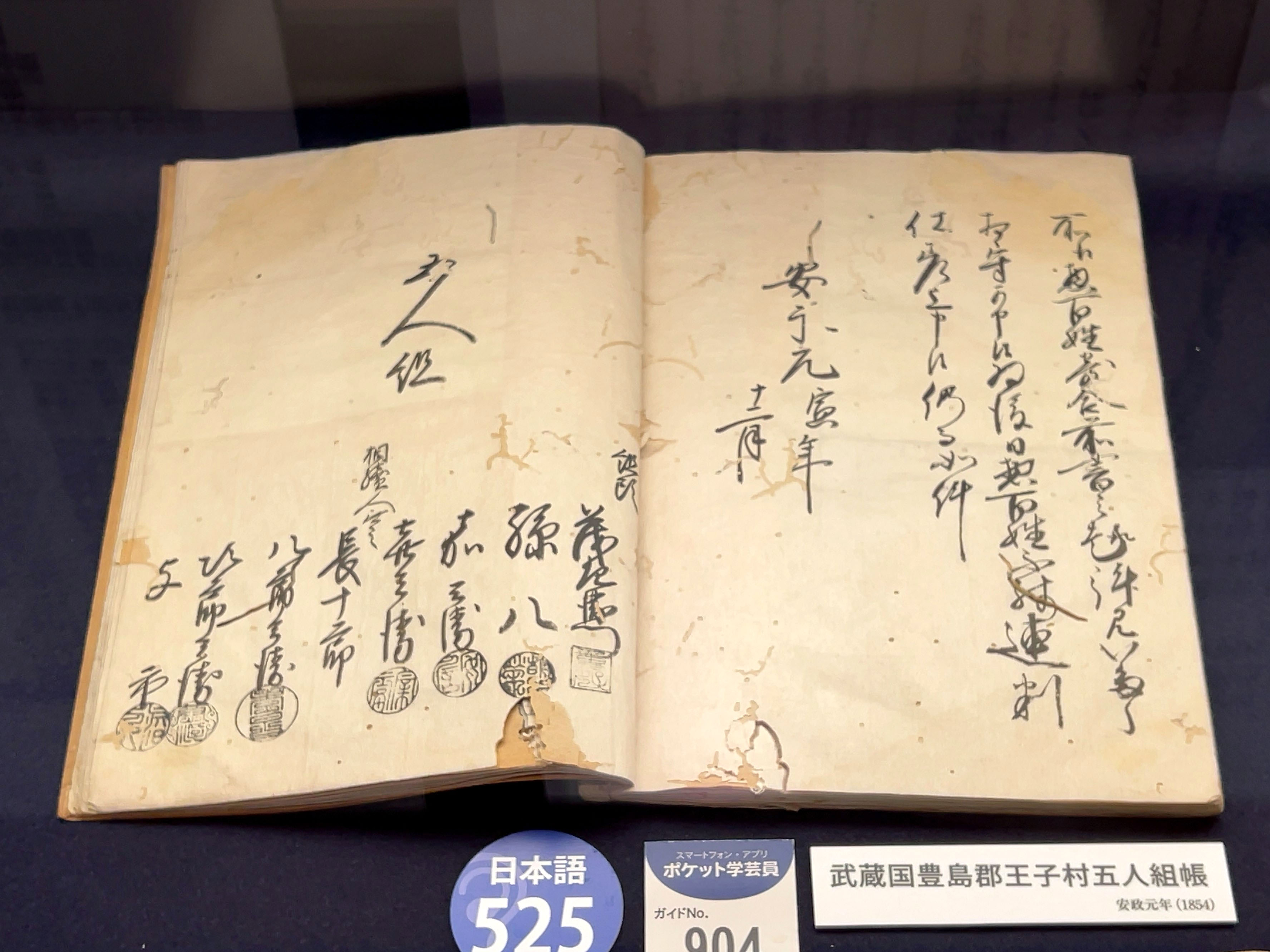
武蔵国豊島郡王子村五人組帳（1854年）

実態は、逃散したりして潰れた家や実際の住民構成とはかけ離れた内容が五人組帳に記載されていた場合があったり、また年貢滞納をはじめとする村の中の争議は、村請制の下では五人組ではなく村落規模で合議・責任処理されるのが普通であった。また、村によっては一つの村内で領主が家ごとに別々（相給）になっているケースがあり、その場合には領主が編成する五人組と村が居住区域をもって定めた五人組（「郷五人組」）が並存するという現象も生じた。しかし五人組制度が存在することによって、間接的に名主・庄屋の権威を裏付け、住民の生活を制約すると同時に町村の自治とりまとめを強化することには役立った。
他方で米沢藩の上杉鷹山のように、初期の五人組などの組合を再編して、相互扶助を重視した伍什組合を編成した藩もあった。
近代的自治法の整備とともに五人組は法制的には消滅したが、第二次世界大戦中の隣組、戦後は町内会にその性格は受け継がれていた。
現代でよくある大企業病という問題にも、その影響が受け継がれているとされる。